# Zahla
Zahla (Zahle, Zahleh; arab. زحلة) – miasto w środkowym Libanie, w Dolinie Bekaa, na wysokości 950 m, 52 km na wschód od Bejrutu; ośrodek administracyjny Muhafazy Bekaa; liczy 79 800 mieszkańców (2006); znana miejscowość wypoczynkowa (nazywane miastem „poezji i wina”); centrum handlowe regionu uprawy winorośli i drzew cytrusowych; wyrób araku; węzeł drogowy, lotnisko. Jest największym chrześcijańskim miastem na Bliskim Wschodzie, zamieszkanym przede wszystkim przez katolików – melchitów.

## Miasta partnerskie
- Belo Horizonte
- Zabrze